# 颱風納坦 (2004年)
颱風納坦（英語：Typhoon Nock-ten，國際編號：0424）是2004年太平洋颱風季的一個熱帶氣旋。「納坦」這個名稱由寮國提供，來自寮語，意指翠鳥。

## 氣象歷史
2004年10月13日納坦在馬紹爾群島形成。熱帶低氣壓28W在10月14日於波纳佩東北以東275公里形成並向西移動。風暴按原定路線西北偏西移動，10月16日增強為一股熱帶風暴，並命名為洛坦。10月18日，颱風改向西北移動並減慢速度。在當地時間上午，增強為一股颱風並再向西移動。洛坦加速並向西北移動，路徑亦經過蝎虎的路段。10月20日納坦經過關島，十分鐘平均風速達每小時155公里。 10月23日洛坦離沖繩以南480公里，一分鐘平均風速高達每小時205公里。向北移動，洛坦在25日上午10時30分於台灣新北市貢寮區三貂角附近登陸，下午1時15分於新北市石門區富貴角附近出海。同日晚上風暴開始減弱，並向東北偏東移動。洛坦移動到東海，風速維持每小時110公里。10月26日，洛坦轉化為溫帶氣旋。

## 影響

### 台灣
- 當地評定巔峰強度分級：（CWB）
- 當地評定最大持續風速：43每秒（84節；150每小時）（十分鐘）
- 當地發布之颱風警報：海上陸上颱風警報

洛坦為台灣帶來豪雨。10月25日及10月27日在台北市的24小時雨量達322毫米。襲台期間，台灣電視公司記者平宗正在基隆河拍攝員山子分洪期間被洪水沖走殉職。10月24日在蘭嶼錄得最高風速為54.5每秒（196每小時），三座建築倒塌。

### 日本
在日本，10月26日至10月27日在種子島錄得133.5毫米雨量。

## 熱帶氣旋警告使用記錄

### 臺灣
| 中央氣象局 颱風警報 | 中央氣象局 颱風警報 | 中央氣象局 颱風警報 |
| ------------------- | ------------------- | ------------------- |
| 上一熱帶氣旋        | 海上颱風警報        | 下一熱帶氣旋        |
| 中度颱風米雷        | 海上颱風警報        | 中度颱風南瑪都      |
| 中度颱風米雷        | 陸上颱風警報        | 中度颱風南瑪都      |

## 外部連結
- . 國立情報學研究所. （英文）